# Saurauia oligantha
Saurauia oligantha är en tvåhjärtbladig växtart som beskrevs av Elmer Drew Merrill. Saurauia oligantha ingår i släktet Saurauia och familjen Actinidiaceae. Inga underarter finns listade i Catalogue of Life.